# Jari Ilola
Pour les articles homonymes, voir Ilola.
Jari Ilola (né le 24 novembre 1978 à Oulu en Finlande) est un footballeur international finlandais. Il joue actuellement à IF Elfsborg en Suède comme milieu de terrain.

## Carrière
- 1995-1997 : RoPS Rovaniemi,  Finlande
- 1998-2002 : HJK Helsinki,  Finlande
- 2003-2010 : IF Elfsborg,  Suède

## International
Finlande : 30 sélections et 1 but.

## Palmarès
HJK Helsinki
- Championnat de Finlande
  - Champion (1) : 2002
- Coupe de Finlande
  - Vainqueur (2) : 1998, 2000
- Coupe de la Ligue de Finlande
  - Vainqueur (1) : 1998